# Grzesznica (amerykański serial telewizyjny)
Grzesznica (ang. The Sinner) – amerykański serial telewizyjny (dramat kryminalny, antologia)  wyprodukowany przez Iron Ocean oraz Universal Cable Productions.
Serial jest adaptacją powieści Grzesznica autorstwa  Petry Hammesfahr. The Sinner jest emitowany od 2 sierpnia 2017 roku przez USA Network, a w Polsce od 1 stycznia 2018 roku przez Canal+.

## Fabuła

### Sezon 1
Pierwszy sezon serialu skupia się na Corze Tannetti, która publicznie na plaży bez żadnych powodów śmiertelnie rani nożem chłopaka. Kobieta nie wie dlaczego to zrobiła, przyznaje się do popełnienia tego czynu. Detektyw Harry Ambrose prowadzi śledztwo, stara się wyjaśnić dlaczego doszło do zbrodni.

### Sezon 2
Fabuła skupia się na detektywie Harrym Ambrose, który prowadzi śledztwo w sprawie podwójnego morderstwa na przedmieściach Nowego Jorku.

## Obsada

### Główna
- Jessica Biel jako  Cora Tannetti[3](sezon 1)
- Christopher Abbott jako  Mason Tannetti[4](sezon 1)
- Dohn Norwood jako detektyw Dan Leroy[4](sezon 1)
- Abby Miller jako Caitlin Sullivan[4](sezon 1)
- Bill Pullman jako detektyw Harry Ambrose[5]
- Joanna Adler jako Anne Farmer (sezon 1)
- Carrie Coon jako Vera Walker (sezon 2)[6]
- Natalie Paul jako detektyw Heather Novack (sezon 2)[6]
- Hannah Gross jako Marin Calhoun (sezon 2)[6]
- Elisha Henig jako Julian Walker (sezon 2)[7]
- Tracy Letts jako Jack Novack (sezon 2)

### Role drugoplanowe

#### Sezon 1
- Danielle Burgess jako Maddie
- Patti D’Arbanville jako Lorna Tannetti, matka Masona
- Kathryn Erbe jako Fay Ambrose, żona Harry’ego
- Enid Graham jako Elizabeth Lacey
- Jacob Pitts jako J.D.
- Nadia Alexander jako Phoebe
- Rebecca Wisocky jako Margaret Lacey
- Eric Todd jako Frankie Belmont
- Robert Funaro jako Ron Tannetti

#### Sezon 2
- Ellen Adair jako Bess McTeer
- Adam David Thompson jako Adam Lowry
- David Call jako Andy "Brick" Brickowski
- Jay O. Sanders jako Tom Lidell
- Brady Jenness jako młody Harry Ambrose
- Allison Case jako matka Harry'ego

## Odcinki
| Sezon | Odcinki | Oryginalna emisja USA Network | Oryginalna emisja USA Network | Oryginalna emisja w Canal+ Seriale | Oryginalna emisja w Canal+ Seriale | Oryginalna emisja w Canal+ Seriale |
| Sezon | Odcinki | Premiera sezonu               | Finał sezonu                  | Premiera sezonu                    | Finał sezonu                       |                                    |
| ----- | ------- | ----------------------------- | ----------------------------- | ---------------------------------- | ---------------------------------- | ---------------------------------- |
| 1     | 8       | 2 sierpnia 2017               | 20 września 2017              | 1 stycznia 2018                    | 22 stycznia 2018                   |                                    |
| 2     | 8       | 1 sierpnia 2018               | 19 września 2018              | 4 grudnia 2018.                    | 25 grudnia 2018                    |                                    |
| 3     | 8       | 6 lutego 2020                 | 26 marca 2020                 | 7 maja 2020                        | 28 maja 2020                       |                                    |
| 4     | 8       | 13 października 2021          | 1 grudnia 2021                |                                    |                                    |                                    |

### Sezon 1 (2017)
| Nr | # | Tytuł     | Reżyseria      | Scenariusz               | Premiera w USA Network | Premiera w Canal+ Seriale |
| -- | - | --------- | -------------- | ------------------------ | ---------------------- | ------------------------- |
| 1  | 1 | Part I    | Antonio Campos | Derek Simonds            | 2 sierpnia 2017        | 1 stycznia 2018           |
| 2  | 2 | Part II   | Antonio Campos | Derek Simonds            | 9 sierpnia 2017        | 1 stycznia 2018           |
| 3  | 3 | Part III  | Antonio Campos | Derek Simonds            | 16 sierpnia 2017       | 8 stycznia 2018           |
| 4  | 4 | Part IV   | Brad Anderson  | Liz W. Garcia            | 23 sierpnia 2017       | 8 stycznia 2018           |
| 5  | 5 | Part V    | Cherien Dabis  | Jesse McKeown            | 30 sierpnia 2017       | 15 stycznia 2018          |
| 6  | 6 | Part VI   | Judy Lee Lipes | Tom Pabst                | 6 września 2017        | 15 stycznia 2018          |
| 7  | 7 | Part VII  | Tucker Gates   | Liz W. Garcia            | 13 września 2017       | 22 stycznia 2018          |
| 8  | 8 | Part VIII | Tucker Gates   | Jesse McKeown, Tom Pabst | 20 września 2017       | 22 stycznia 2018          |

### Sezon 2 (2018)
| Nr | # | Tytuł     | Reżyseria        | Scenariusz       | Premiera w USA Network | Premiera w Canal+ Seriale |
| -- | - | --------- | ---------------- | ---------------- | ---------------------- | ------------------------- |
| 9  | 1 | Part I    | Antonio Campos   | Derek Simonds    | 1 sierpnia 2018        | 4 grudnia 2018            |
| 10 | 2 | Part II   | Antonio Campos   | Ellen Fairey     | 8 sierpnia 2018        | 4 grudnia 2018            |
| 11 | 3 | Part III  | John David Coles | Bradford Winters | 15 sierpnia 2018       | 11 grudnia 2018           |
| 12 | 4 | Part IV   | Jody Lee Lipes   | Jessie McKeown   | 22 sierpnia 2018       | 11 grudnia 2018           |
| 13 | 5 | Part V    | Cherien Dabis    | Samir Mehta      | 29 sierpnia 2018       | 18 grudnia 2018           |
| 14 | 6 | Part VI   | Brad Anderson    | Nina Braddock    | 5 września 2018        | 18 grudnia 2018           |
| 15 | 7 | Part VII  | Tucker Gates     | Jesse McKeown    | 12 września 2018       | 25 grudnia 2018           |
| 16 | 8 | Part VIII | John David Coles | Bradford Winters | 19 września 2018       | 25 grudnia 2018           |

### Sezon 3 (2020)
| Nr | # | Tytuł     | Reżyseria      | Scenariusz | Premiera w USA Network | Premiera w Canal+ Seriale |
| -- | - | --------- | -------------- | ---------- | ---------------------- | ------------------------- |
| 17 | 1 | Part I    | Adam Bernstein |            | 6 lutego 2020          |                           |
| 18 | 2 | Part II   | Adam Bernstein |            | 13 lutego 2020         |                           |
| 19 | 3 | Part III  |                |            | 20 lutego 2020         |                           |
| 20 | 4 | Part IV   |                |            | 27 lutego 2020         |                           |
| 21 | 5 | Part V    |                |            | 5 marca 2020           |                           |
| 22 | 6 | Part VI   |                |            | 12 marca 2020          |                           |
| 23 | 7 | Part VII  |                |            | 19 marca 2020          |                           |
| 24 | 8 | Part VIII |                |            | 26 marca 2020          |                           |

## Produkcja
Na początku września 2016 roku, poinformowano, że główną rolę zagra Jessica Biel.
W tym samym miesiącu ogłoszono, że Bill Pullman dołączył do obsady.
Pod koniec października 2016 roku, poinformowano, że do obsady dołączyli: Christopher Abbott jako Mason Tannetti, Dohn Norwood jako detektyw Dan Leroy oraz Abby Miller jako Caitlin Sullivan. 17 stycznia 2017 stacja USA Network oficjalnie zamówiła pierwszy sezon serialu.
Na początku maja 2018 roku, poinformowano, że Carrie Coon, Natalie Paul i Hannah Gross dołączyli do obsady drugiego sezonu serialu. W tym samym miesiącu, ogłoszono, że Elisha Henig wcieli się w rolę Juliana Walkera.